# Мухоловка білокрила
Мухоло́вка білокрила (Ficedula dumetoria) — вид горобцеподібних птахів родини мухоловкових (Muscicapidae). Мешкає в Південно-Східній Азії.

## Підвиди
Виділяють два підвиди:
- F. d. muelleri (Sharpe, 1879) — Малайський півострів, Суматра і Калімантан;
- F. d. dumetoria (Wallace, 1864) — острови Ява, Ломбок, Сумбава, Сатонда[en] і Флорес.

Танімбарська мухоловка раніше вважалася підвидом білокрилої мухоловки, однак була визнана окремим видом.

## Поширення і екологія
Білокрилі мухоловки мешкають в Малайзії, Індонезії, Брунеї і на крайньому півдні Таїланду. Вони живуть в чагарниковому і бамбуковому підліску вологих рівнинних і гірських тропічних лісів. На Малайському півострові зустрічаються на висоті до 800 м над рівнем моря, на Калімантані на висоті до 1200 м над рівнем моря, на Суматрі на висоті від 600 до 1500 м над рівнем моря, на Яві на висоті від 1000 до 3000 м над рівнем моря, на Ломбоці на висоті від 300 до 600 м над рівнем моря, на Сумбаві на висоті від 500 до 1400 м над рівнем моря, на Флоресі на висоті від 500 до 1400 м над рівнем моря. Живляться комахами, яких ловлять в польоті, часто поблизу води. Сезон розмноження триває з квітня по вересень.